# Виндтхорст, Людвиг
Людвиг Иоганн Фердинанд Густав Виндтхорст (англ. Ludwig Johann Ferdinand Gustav Windthorst; 17 января 1812, поместье Кальденхоф под Оснабрюком — 14 марта 1891, Берлин) — немецкий политик (католик центристского толка) второй половины XIX века.

## Биография
Виндтхорст был единственным сыном в католической семье, проживавшей в протестантском Ганновере. Обучался, как единственный мальчик, в женской школе и был постоянным предметом насмешек и обид из-за своего малого роста (во взрослые годы — 150 см максимум). 

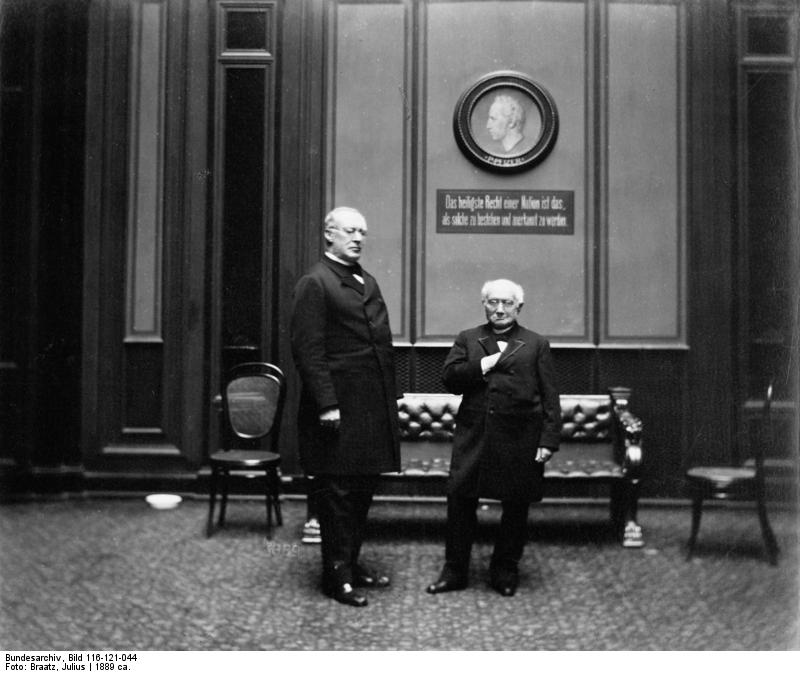
Франкенштейн и Людвиг Виндтхорст

Обучение в гимназии, которую он окончил одним из первых, сделало его чрезвычайно усердным и трудолюбивым с чрезмерно острой реакцией на действительные и мнимые обиды. После обучения в университетах Ганновера и Гёттингена он показал себя талантливым и либеральным юристом.
Дважды (1851—1853) и (1862—1865) занимал пост министра юстиции королевства Ганновер. Затем был депутатом от избирательного округа «Меппен-Линген-Бентхайм» в Северо-Германском, а затем (с1871 г.) и Германском рейхстаге.

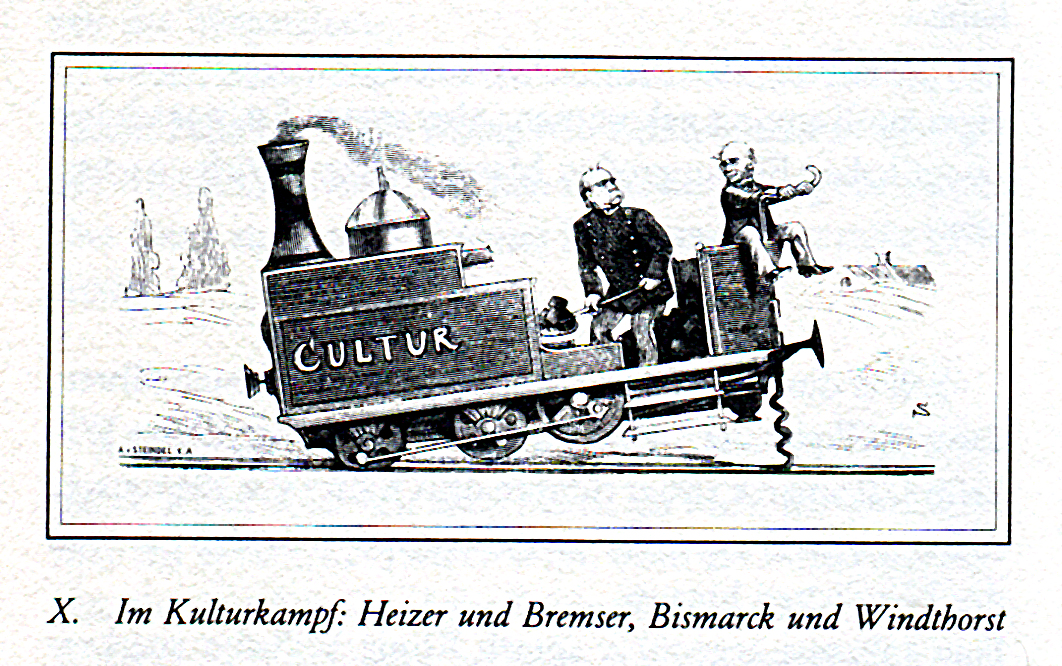
Карикатура на Бисмарка и Виндтхорста

В роли вождя политизированного католицизма — партии Центра — Виндтхорст был одним из самых сильных оппонентов Бисмарку в проводимой им борьбе за политическую унификацию государства — культуркампфе. При этом он оставался мишенью насмешек и героем статей в сатирических изданиях. В 1890 году он принял участие в создании «Народного союза за католическую Германию».
Нередко вступал в прения с однопартийцем бароном Бурггардом Шорлемер-Альстом, который зачастую не разделял его оппозиционные взгляды на некоторые вопросы.
Людвиг Иоганн Фердинанд Густав Виндтхорст скончался 14 марта 1891 года в городе Берлине.